# エデル・アレイショ・デ・アシス
エデル・アレイショ・デ・アシス（Éder Aleixo de Assis、1957年5月25日 - ）は、ブラジル・ミナスジェライス州ヴェスパシアーノ出身の元サッカー選手。元ブラジル代表。ポジションはフォワード。
ブラジル代表として1982年ワールドカップに出場。左ウイングでプレイして、黄金の4人と共にブラジル代表の華麗な攻撃の一端を担った。
その左足はリベリーノやロベルト・カルロスにも劣らない強烈なキック力を持ち、オ・カニャン（O Canhão＝大砲）と呼ばれた。
1982年W杯のソ連戦では、ファルカンのアシストからゴールを挙げている。ペナルティエリア外から放たれたこのシュートにはソ連のGK・リナト・ダサエフも反応できず、ただ立ち尽くしたままであった。